# Eight-to-Fourteen Modulation
Eight-to-Fourteen Modulation (EFM) és un sistema de codificació de canal És utilitzada en DVD, CD i Minidisc. EFM pertany al tipus de codis de longitud limitada lliures de component contínua, ja que asseguren, entre altres coses que:
1. L'espectre (la funció densitat de potència) de la seqüència codificada desapareix a freqüències baixes.
2. El nombre màxim i mínim de bits consecutius del mateix tipus està acotat.

En sistemes d'enregistrament òptic, els sistemes controlats per servo segueixen amb precisió la pista en tres dimensions, la dimensió radial, l'enfocament i la velocitat de rotació. Els danys quotidians, com els provocats per la pols, les empremtes, petites esgarrapades i altres, no només afecten les dades recuperades, sinó que també perjudica les funcions dels servos.
En el pitjor dels casos, els servos poden saltar la pista o quedar bloquejats. Algunes seqüències específiques de crestes i valls són especialment susceptibles als defectes del disc, podent millorar la possibilitat de reproduir un disc correctament si aquestes seqüències s'exclouen en gravar. EFM, que resulta molt resistent a la manipulació quotidiana, resol els requisits de disseny de manera molt eficient.
Seguint les regles d'EFM, les dades a emmagatzemar es tallen en primer lloc en blocs de 8 bits. Cada bloc de 8 bits es tradueix a la corresponent paraula de codi de 14 bits, escollida de manera que les dades binàries estan separades amb un mínim de dos i un màxim de deu zeros binaris. Això és així perquè un binari s'emmagatzema al disc com un canvi d'una cresta a una vall, mentre que un zero binari s'enregistra sense fer canvis. Ja que EFM assegura que hi hagi almenys dos zeros entre cada dos uns, també assegura que cada cresta i cada vall continguin almenys tres cicles de rellotge. Això redueix els requisits del sistema de captació òptica utilitzat al mecanisme de reproducció. El màxim de deu zeros consecutius assegura la recuperació del senyal de rellotge en el pitjor dels casos.
EFMPlus és el codi de canal utilitzat en DVD i SACDs. El codificador EFMPlus es basa en una màquina d'estats finits determinista que té quatre estats. Aquesta màquina tradueix les paraules de codi de 8 bits en paraules de codi de 16 bits. La seqüència binària generada per la màquina d'estats finits té almenys dos i com a molt deu zeros entre uns consecutius, igual que l'EFM clàssic. Així aconseguim reduir, efectivament, els requisits d'emmagatzematge d'un bit de canal per byte d'usuari, incrementant la capacitat d'emmagatzematge a 17/16 = 7%. La descodificació de les seqüències EFMPlus s'aconsegueix mitjançant un descodificador de bloc lliscant de longitud 2, és a dir, calen dues paraules de codi consecutives per reconstruir la seqüència de paraules d'entrada.
EFM i EFMPlus han estat inventats per Kees A. Schouhamer Immink.